# 최영손
최영손(崔泳孫, ?~1455년)은 조선의 무신이다. 정조대에 단종 충신 배식단에 배향되었다.

## 생애1234567890-=
본관은 통천(通川)이고, 세종조에 좌의정을 지낸 정렬공 최윤덕의 4남으로 창원에서 태어났다. 활을 잘 쏘았던 부친인 최윤덕의 무인의 기질을 이어받아 당대에 활을 잘쏘기로 유명하였다.
장형인 최숙손, 중형 최경손과 마찬가지로 아버지 최윤덕을 이어 세종대에 무과에 올랐으며, 1433년(세종 15년)에 아버지인 정렬공 최윤덕의 호종군관으로 나머지 형제들과 파저강 유역의 여진족정벌에 참가하였다. 파저강정벌 이후 아버지 최윤덕은 전공으로 무관으로 우의정으로 특진되고, 장형 최숙손도 당시의 공으로 정3품 당상인 절충상호군에 특진되었다.
파저강정벌 이후 정렬공 최윤덕이 평안도도절제사로 부임하면서 부친의 군관으로 복무하였고, 이후 여러 외관 벼슬을 거쳐 1453년(단종 1년)에는 행호군으로 무관의 중앙 경직인 사복시에 출사를 하라는 명을 받았다.
1455년(단종 3년) 계유정난 이 일어난 이후 세조가 왕위에 오르기 위한 기반을 마련해 나가면서, 단종을 지지하던 금성대군과 대립하다 반대파를 제거하기 위한 이른바 금성대군사건이 발생한다. 이때 금성대군의 일파로 몰려 고신이 압수되고 변방에 충군되었다. 이후 금성대군사건의 처리과정에서 무용이 뛰어나다는 이유로 신하들이 교수형에 처할 것을 건의하였고, 결국 1455년(세조 1년)에 금성대군사건 관련자들과 함께 교수형에 처해져 사망하였다.
이후 <<성종실록>>에 최영손의 후손이 송거와는 다르게 왕의 은전을 입은 적이 없다는 기록이 나온다.
단종복위사건에 연루된 장형 최숙손과 조카 최계한등은 성종조에 사면되었지만, 최영손은 사면이 이루어지지 않다 300여년이 지난 1791년(정조 15년)9월에 사면되었고 종질 최로, 내은덕과 함께 단종 장릉 충신배식단에 배향되었다.

## 가계
- 조 : 최운해(충군좌명공신-고려),(개국원종공신-조선)
- 부 : 최윤덕
- 모 : 팔거도씨
- 형 : 최숙손, 최경손, 최광손

## 같이 보기
- 단종
- 세조
- 금성대군
- 세조 찬위